# キクザメ目
キクザメ目 Echinorhiniformes は、軟骨魚綱板鰓亜綱の下位分類群。1科1属2種を含む。全世界の海洋に広く分布すると考えられているが、いずれも深海性の稀種であるため、その生態はあまり知られていない。分類によっては、「キクザメ科」としてツノザメ目に含めることもある。

## 特徴
キクザメ類はかなり大型になり、全長4 mにまで成長する。楯鱗が大きいことが特徴で、直径5 -15 mmの鋭い棘状になっている。周囲の体表には菊の紋のような模様があり、キクザメの名はこの模様に由来する。棘の無い2基の背鰭は体の後方に位置し、臀鰭（しりびれ）を欠く。水深1,000 m までの深海に生息し、まれに定置網や底引き網などにかかることがある。

## 分類
キクザメ目は、キクザメ科 Echinorhinidae、キクザメ属 Echinorhinusの1科1属のみ。キクザメ属はキクザメおよびコギクザメの2種を含む。
- キクザメ科 Echinorhinidae
  - キクザメ属 Echinorhinus
    - キクザメ E. brucus
    - コギクザメ E. cookei

## 種類

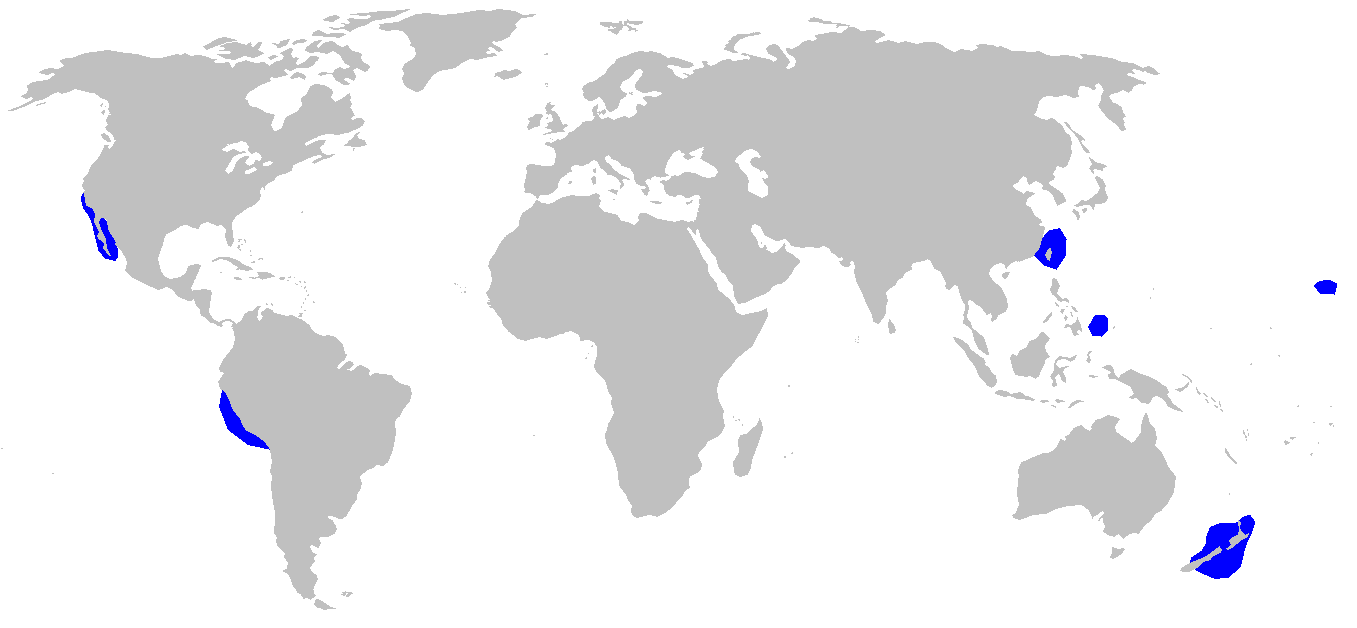
コギクザメの分布域

- キクザメ（菊鮫） Echinorhinus brucus (Bonnaterre, 1788)

全長3 m。楯鱗が大きく、まばらである。全世界の海洋に分布する。英名は、Bramble shark（いばらのサメ）。

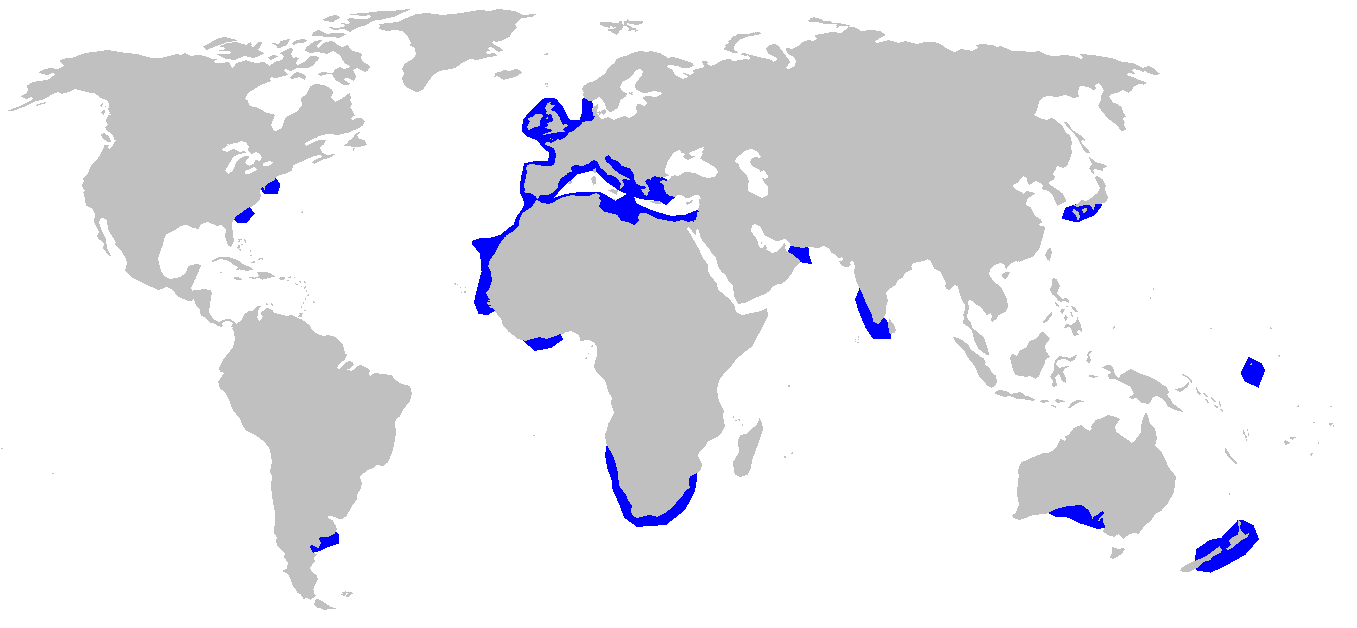
キクザメの分布域

- コギクザメ（小菊鮫） Echinorhinus cookei  Pietschmann, 1928

全長4 m。楯鱗は小さく、多数密集している。分布域は太平洋のみ。英名は、Prickly shark（とげだらけのサメ）。

## 外部サイト
- FishBase - Echinorhinus brucus （キクザメ）
- FishBase - Echinorhinus cookei （コギクザメ）